# Новая (река, впадает в Верхнетуломское водохранилище)
Новая — река в России, протекает по Кольскому району Мурманской области. Впадает в Верхнетуломское водохранилище на высоте 80 м над уровнем моря, до образования водохранилища впадала в Нотозеро. Длина реки до образования водохранилища составляла 13 км.
Река течёт преимущественно на север. Населённых пунктов по берегам реки нет.

## Данные водного реестра
По данным государственного водного реестра России относится к Баренцево-Беломорскому бассейновому округу, водохозяйственный участок реки — Тулома от истока до Верхнетуломского гидроузла, включая Нот-озеро. Речной бассейн реки — бассейны рек Кольского полуострова, впадает в Баренцево море.
По данным геоинформационной системы водохозяйственного районирования территории РФ, подготовленной Федеральным агентством водных ресурсов код водного объекта в государственном водном реестре — 02010000312101000001523
Несмотря на то, что Верхнетуломское водохранилище было заполнено в 1964—1965 годах в реестре Новая считается притоком Нотозера.